# Lucia Poppová
Lucia Poppová, conosciuta anche come Lucia Popp (Záhorská Ves, 12 novembre 1939 – Monaco, 16 novembre 1993), è stata un soprano slovacco naturalizzato austriaco.

## Biografia
Abbandonati gli studi di medicina, Lucia Popp-Fischer-Johnas passò allo spettacolo prima come attrice e poi come cantante venendo notata da Anna Hrusovska-Prosenkova, un'insegnante. Frequentò l'Alta scuola di arti musicali di Bratislava iniziando come mezzosoprano fino a maturare come soprano di coloratura e ad approdare poi in opere importanti. Debuttò a 23 anni a Bratislava con Il flauto magico e, sentendola cantare, Herbert Von Karajan la invitò al teatro di Vienna dove debuttò con Barbarina ne Le nozze di Figaro nel 1963. In questo ruolo la Popp partecipò a quarantacinque rappresentazioni viennesi fino al 1966. Ancora a Vienna nello stesso anno è la Regina della Notte in Die Zauberflöte con Gundula Janowitz. Anche in questo ruolo il soprano apparirà al Wiener Staatsoper in quarantasette recite fino al 1969.
Nel 1964 è Najade in Ariadne auf Naxos, Karolka e Jana/Jano in Jenůfa, Una cantante italiana in Capriccio con Christa Ludwig diretta da Georges Prêtre, la voce del Falco in Die Frau ohne Schatten diretta da von Karajan, 2° voce d'angelo in Palestrina e Adele in Die Fledermaus; nel 1965 è Ann in The Rake's Progress, 1° Fanciulle-Fiore di Klingsor in Parsifal, Grande Sacerdotessa in Aida e Blonde in Die Entführung aus dem Serail; nel 1966 è Frasquita in Carmen diretta da Lorin Maazel, Sophie in Der Rosenkavalier ed Olympia in Les Contes d'Hoffmann con Wilma Lipp; nel 1967 è Oscar in Un ballo in maschera; nel 1968 è Marzelline in Fidelio; nel 1972 è Gilda in Rigoletto, Glauce in Medea con Edita Gruberová e Susanna nelle Nozze di Figaro con Cesare Siepi; nel 1976 è Pamina in Die Zauberflöte, Zdenka in Arabella e Konstanze in Die Entführung aus dem Serail; nel 1977 è Zerlina in Don Giovanni con Kurt Ridl; nel 1979 è Rosalinde in Die Fledermaus; nel 1982 è Marie in Die verkaufte Braut; nel 1983 è Eva ne I maestri cantori di Norimberga con Kurt Moll; nel 1984 è Arabella con Edith Mathis; nel 1985 è la Contessa Almaviva nelle Nozze di Figaro con Ferruccio Furlanetto; nel 1987 è La Marescialla in Der Rosenkavalier e Fiordiligi in Così fan tutte. Complessivamente fino al 1993 ha preso parte a 405 rappresentazioni viennesi. Nel suo repertorio si segnalano soprattutto Wagner, Mozart e Dvořák.
Nel 1964 è la 5°Magd nella ripresa nel Großes Festspielhaus di Salisburgo di "Elektra" di Richard Strauss diretta da Herbert von Karajan. Nel 1966 è Oscar in Un ballo in maschera con Shirley Verrett al Royal Opera House di Londra. Nel 1967 debutta come Regina della notte in Die Zauberflöte al Metropolitan Opera House di New York. Nel 1968 è Despina in Così fan tutte con Luigi Alva diretta da Georg Solti al Royal Opera House di Londra. È Sophie di "Der Rosenkavalier" di Richard Strauss al Metropolitan con la Ludwig diretta da Karl Böhm nel 1970, al Royal Opera House di Londra nel 1971, nel Teatro dell'Opera di Roma nel 1973, nel Teatro alla Scala di Milano diretta da Carlos Kleiber nel 1976 e nel Großes Festspielhaus di Salisburgo con Gundula Janowitz, Luciano Pavarotti, Kurt Moll e Kurt Rydl nel 1978 e 1979. Al Royal Opera House di Londra è Gilda in Rigoletto nel 1972, Ännchen in Il franco cacciatore con Kurt Moll nel 1977, Eva ne I maestri cantori di Norimberga nel 1982, Pamina in "Die Zauberflöte" nel 1983, Arabella nel 1986 ed infine La Marescialla in Der Rosenkavalier nel 1989.
Al Teatro alla Scala di Milano nel 1978 è Marcellina in Fidelio con Gundula Janowitz diretta da Leonard Bernstein, nel 1979 è Musetta nella ripresa di "La bohème" di Giacomo Puccini con Ileana Cotrubas, Luciano Pavarotti e Piero Cappuccilli diretta da Carlos Kleiber e tiene un concerto, nel 1984 canta la Sinfonia n. 2 in si bem. magg. op 52 (Lobgesang) di Felix Mendelssohn diretta da Wolfgang Sawallisch e nel 1990 Eva ne I maestri cantori di Norimberga con Hermann Prey.
È Pamina in Die Zauberflöte di Wolfgang Amadeus Mozart nel 1980 e 1981 nella ripresa nella Felsenreitschule di Salisburgo e al Metropolitan nel 1981. Nel 1981 canta nella première nel Bayerisches Staatstheater di Monaco di Lou Salomé di Giuseppe Sinopoli diretta dal compositore. Nel 1982 è Susanna ne Le nozze di Figaro al San Francisco Opera. Al Grand Théâtre di Ginevra canta in concerto nel 1983 e nel 1993 ed è Daphne nel 1991. Nella stagione 1990-1991 è La Contessa Almaviva ne Le nozze di Figaro con Cecilia Bartoli all'Opéra National de Paris.
Morì a 54 anni per un cancro al cervello.

## Repertorio
| Repertorio operistico                 |                                  |                    |
| Ruolo                                 | Titolo                           | Autore             |
| Marzelline                            | Fidelio                          | Beethoven          |
| Djamileh                              | Djamileh                         | Bizet              |
| Frasquita                             | Carmen                           | Bizet              |
| Cloe                                  | La dama di picche                | Čajkovskij         |
| Glauce                                | Medea                            | Cherubini          |
| Norina                                | Don Pasquale                     | Donizetti          |
| Adina                                 | L'elisir d'amore                 | Donizetti          |
| Lady Harriet Durham                   | Martha                           | Flotow             |
| Euridice                              | Orfeo ed Euridice                | Gluck              |
| Cleopatra Sesto                       | Giulio Cesare in Egitto          | Händel             |
| Rodelinda                             | Rodelinda, regina de' Longobardi | Händel             |
| Romilda                               | Serse                            | Händel             |
| Eva                                   | Die Schöpfung                    | Haydn              |
| Gretel Mago rugiadino                 | Hänsel Und Gretel                | Humperdinck        |
| Karolka Jano                          | Jenůfa                           | Janáček            |
| Bystrouska                            | Příhody lišky Bystroušky         | Janáček            |
| Anita                                 | Jonny spielt auf                 | Křenek             |
| Sonja                                 | Der Zarewitsch                   | Lehár              |
| Hanna Glawari Valencienne             | Die lustige Witwe                | Lehár              |
| Angèle Didier                         | Der Graf von Luxemburg           | Lehár              |
| Nedda                                 | Pagliacci                        | Leoncavallo        |
| Mimì                                  | La bohème                        | Leoncavallo        |
| Marie                                 | Zar und Zimmermann               | Lortzing           |
| Anita                                 | La Navarraise                    | Massenet           |
| Euridice                              | L'Orfeo                          | Monteverdi         |
| Elisa                                 | Il re pastore                    | Mozart             |
| La Costanza                           | Il sogno di Scipione             | Mozart             |
| Ilia                                  | Idomeneo, re di Creta            | Mozart             |
| Blonde Konstanze                      | Die Entführung aus dem Serail    | Mozart             |
| Contessa d'Almaviva Susanna Barbarina | Le nozze di Figaro               | Mozart             |
| Donna Anna Donna Elvira Zerlina       | Don Giovanni                     | Mozart             |
| Despina Fiordiligi                    | Così fan tutte                   | Mozart             |
| Pamina Regina della Notte             | Die Zauberflöte                  | Mozart             |
| Servilia Vitellia                     | La clemenza di Tito              | Mozart             |
| Olympia                               | Les Contes d'Hoffmann            | Offenbach          |
| Seconda voce d'angelo                 | Palestrina                       | Pfitzner           |
| Mimì Musetta                          | La bohème                        | Puccini            |
| Giorgetta                             | Il tabarro                       | Puccini            |
| Suor Angelica                         | Suor Angelica                    | Puccini            |
| Lauretta                              | Gianni Schicchi                  | Puccini            |
| Mařenka                               | Prodaná nevěsta                  | Smetana            |
| Adele Rosalinde                       | Die Fledermaus                   | Strauss II, Johann |
| Quinta ancella                        | Elektra                          | Strauss, Richard   |
| Sophie La Marescialla                 | Der Rosenkavalier                | Strauss, Richard   |
| Naiade Zerbinetta                     | Ariadne auf Naxos                | Strauss, Richard   |
| Voce del falco                        | Die Frau ohne Schatten           | Strauss, Richard   |
| Christine                             | Intermezzo                       | Strauss, Richard   |
| Arabella Zdenka                       | Arabella                         | Strauss, Richard   |
| Daphne                                | Daphne                           | Strauss, Richard   |
| Cantante italiana                     | Capriccio                        | Strauss, Richard   |
| Anne Truelove                         | The Rake's Progress              | Stravinskij        |
| Anna                                  | Nabucco                          | Verdi              |
| Gilda                                 | Rigoletto                        | Verdi              |
| Oscar                                 | Un ballo in maschera             | Verdi              |
| Sacerdotessa                          | Aida                             | Verdi              |
| Elisabeth                             | Tannhäuser                       | Wagner             |
| Elsa von Brabant                      | Lohengrin                        | Wagner             |
| Woglinde                              | Das Rheingold                    | Wagner             |
| Woglinde                              | Götterdämmerung                  | Wagner             |
| Eva                                   | Die Meistersinger von Nürnberg   | Wagner             |
| Fanciulla fiore                       | Parsifal                         | Wagner             |
| Agathe Ännchen                        | Der Freischütz                   | Weber              |
| Dorotka                               | Švanda dudák                     | Weinberger         |
| Christel                              | Der Vogelhändler                 | Zeller             |

## Registrazioni
| Anno | Titolo Ruolo                           | Cast                                                      | Direttore             | Casa                |
| ---- | -------------------------------------- | --------------------------------------------------------- | --------------------- | ------------------- |
| 1964 | Götterdämmerung Woglinde               | Birgit Nilsson, Siegfried Jerusalem, Gottlob Frick        | Georg Solti           | Decca               |
|      | Die Zauberflöte Regina della Notte     | Nicolai Gedda, Gundula Janowitz, Walter Berry             | Otto Klemperer        | EMI                 |
| 1965 | Serse Romilda                          | Maureen Forrester, Maureen Lehane, Mildred Miller         | Brian Priestman       | Deutsche Grammophon |
| 1966 | Die Entführung aus dem Serail Blonde   | Anneliese Rothenberger, Nicolai Gedda, Gottlob Frick      | Josef Krips           | EMI                 |
| 1967 | La clemenza di Tito Servilia           | Werner Krenn, Teresa Berganza, Maria Casula               | István Kertész        | Decca               |
|      | Il re pastore Elisa                    | Reri Grist, Luigi Alva, Nicola Monti                      | Dennis Vaughn         | RCA                 |
| 1971 | Così fan tutte Despina                 | Margaret Price, Yvonne Minton, Luigi Alva                 | Otto Klemperer        | EMI                 |
|      | Hänsel und Gretel Taumännchen          | Helen Donath, Anna Moffo, Christa Ludwig                  | Kurt Eichhorn         | RCA                 |
|      | Der Rosenkavalier Sophie               | Christa Ludwig, Gwyneth Jones, Walter Berry               | Leonard Bernstein     | CBS                 |
|      | Parsifal Fanciulla fiore               | René Kollo, Dietrich Fischer-Dieskau, Christa Ludwig      | Georg Solti           | Decca               |
| 1975 | La Navarraise Anita                    | Alain Vanzo, Vicente Sardinero                            | Antonio de Almeida    | CBS                 |
| 1976 | La clemenza di Tito Servilia           | Stuart Burrows, Janet Baker, Frederica von Stade          | Colin Davis           | Philips             |
|      | Die Fledermaus Adele                   | Hermann Prey, Julia Varady, René Kollo                    | Carlos Kleiber        | Deutsche Grammophon |
|      | La dama di picche Cloe                 | Galina Vishnevskaya, Regina Resnik, Peter Gugalov         | Mstislav Rostropovich | Deutsche Grammophon |
| 1977 | Martha Lady Harriet Durham             | Siegmund Nimsgern, Siegfried Jerusalem                    | Heinz Wallberg        | RCA                 |
| 1978 | Don Giovanni Zerlina                   | Bernd Weikl, Margaret Price, Sylvia Sass                  | Georg Solti           | Decca               |
|      | Fidelio Marzelline                     | Gundula Janowitz, René Kollo, Hans Sotin                  | Leonard Bernstein     | Deutsche Grammophon |
|      | Hänsel und Gretel Gretel               | Brigitte Fassbaender, Walter Berry, Julia Hamari          | Georg Solti           | Decca               |
| 1979 | Don Pasquale Norina                    | Evgenij Nesterenko, Francisco Araiza, Bernd Weikl         | Heinz Wallberg        | RCA                 |
|      | Il sogno di Scipione La Costanza       | Peter Schreier, Edita Gruberová, Edith Mathis             | Leopold Hager         | Philips             |
| 1980 | Intermezzo Christine                   | Dietrich Fischer-Dieskau, Philipp Brammer, Gabriele Fuchs | Wolfgang Sawallisch   | EMI                 |
|      | Das Rheingold Woglinde                 | Theo Adam, Peter Schreier, Yvonne Minton                  | Marek Janowski        | RCA                 |
| 1981 | Le nozze di Figaro Susanna             | Samuel Ramey, Kiri Te Kanawa, Thomas Allen                | Georg Solti           | Decca               |
|      | Die Zauberflöte Pamina                 | Siegfried Jerusalem, Edita Gruberova, Wolfgang Brendel    | Bernard Haitink       | EMI                 |
| 1982 | La bohème Mimì                         | Bernd Weikl, Franco Bonisolli, Alexandrina Milcheva       | Heinz Wallberg        | Orfeo               |
|      | Daphne                                 | Reiner Goldberg, Ortrun Wenkel, Kurt Moll                 | Bernard Haitink       | EMI                 |
|      | L'elisir d'amore Adina                 | Peter Dvorsky, Bernd Weikl, Evgeny Nesterenko             | Heinz Wallberg        | RCA                 |
|      | Nabucco Anna                           | Piero Cappuccilli, Ghena Dimitrova, Evgeny Nesterenko     | Giuseppe Sinopoli     | Deutsche Grammophon |
| 1983 | Djamileh                               | Franco Bonisolli, Jean-Philippe Lafont, Jacques Pineau    | Lamberto Gardelli     | Orfeo               |
|      | Götterdämmerung Woglinde               | René Kollo, Jeannine Altmeyer, Matti Salminen             | Marek Janowski        | RCA                 |
|      | Idomeneo, Re di Creta Ilia             | Luciano Pavarotti, Agnes Baltsa, Edita Gruberova          | John Pritchard        | Decca               |
| 1985 | Le nozze di Figaro Contessa d'Almaviva | José van Dam, Barbara Hendricks, Ruggero Raimondi         | Neville Marriner      | Philips             |
|      | Tannhäuser Elisabeth                   | Klaus König, Waltraud Meier, Bernd Weikl                  | Bernard Haitink       | EMI                 |
| 1993 | La clemenza di Tito Vitellia           | Philip Langride, Ann Murray, Delores Ziegler              | Nikolaus Harnoncourt  | Teldec              |

- Brahms, Requiem tedesco - Sinopoli/Popp/Brendel, 1982 Deutsche Grammophon
- Haydn, Creazione - Dorati/Popp/Hollweg/Moll/Döse, 1976 Decca
- Janacek, Jenufa - Mackerras/Söderström/Popp, 1982 Decca
- Janacek, Piccola volpe astuta - Mackerras/Popp/Marova/Krejcik, 1981 Decca
- Mahler, Sinf. n. 8 - Solti/CSO/Harper/Popp/Auger, 1971 Decca

## DVD & BLU-RAY
- Beethoven, Fidelio - Bernstein/Janowitz/Kollo/Popp, regia Otto Schenk 1978 Deutsche Grammophon
- Beethoven, Fidelio (Hamburg State Opera studio production, 1968) - Anja Silja/Lucia Popp, Arthaus Musik/Naxos
- Lortzing: Zar und Zimmermann (Hamburg State Opera studio production, 1969) - Lucia Popp/Charles Mackerras, Arthaus Musik/Naxos
- Mahler, Des Knaben Wunderhorn - Bernstein/Popp, 1984 Deutsche Grammophon
- Mozart, Flauto magico - Sawallisch/Araiza/Popp/Moll, regia August Everding 1983 Deutsche Grammophon
- Strauss II, J: Die Fledermaus (Vienna State Opera, 1980) - Bernd Weikl/Lucia Popp/Erich Kunz/Walter Berry/Edita Gruberová, Arthaus Musik/Naxos
- Strauss, R., Cavaliere della rosa - Kleiber/Jones/Jungwirth/Popp, regia Otto Schenk 1979 Deutsche Grammophon